# Veronica Donovan
Veronica Donovan interpretată de Robin Tunney, este un personaj din serialul de televiziune Prison Break difuzat de Fox.